# Miloš Komadina
Miloš Komadina (Beograd, 10. avgusta 1955 — Beograd, 28. februar 2004) bio je srpski pesnik.
Studirao je Opštu književnost sa teorijom književnosti na Filološkom fakultetu u Beogradu. Počeo je ujedno i kao pripovedač i prevodilac, posebno dela Karlosa Kastanede. Miloš je započeo pesničku karijeru veoma rano, objavljujući pesme još kao gimnazijalac. Prva od deset zbirki pesama „Obično jutro“ objavljena je 1978. godine. Radio je i kao urednik za poeziju u časopisima: „Student“, „Vidici“ i „Književne novine“. Takođe, Miloš je bio i jedan od osnivača Srpskog književnog društva.
Dobar opis Miloševe ličnosti daje se u člancima Zorice Kojić koja kaže:
…zanosni taj poeta na listovima svojih knjiga i u svakodnevnom životu podjednako, zauvek mladi snevač rastafarijanskih dab snova, obožavalac regea (“Steel pulse”), Bulata Okudžave i ribolova, večni mladić i dečak  koji je goreo na tinejdžerskim vatrama od istinskog oduševljenja prirodom i svakim njenim elementom, pišući i proslavljajući življenje i mikro i makro svet u njemu i okolo njega svakom česticom svog dobrog, predobrog gradskog bića… Ako se pesnici kroz pisanje trude da se oslobode svog pakla, Miloš Komadina je zauzvrat proizvodio sami raj, čist vazduh i plavo nebo u direktnom susretu za svakog svog prijatelja i čitaoca. Miloš koga su od njegovih prapočetaka svi mnogo radije i prirodnije nazivali “pesničinom” nego tek prosto pesnikom, već dovoljno dugo je neka vrsta sasvim bespogovornog Volta Vitmena u ovim krajevima, kome-kao što je to bilo i sa samim Vitmenom uostalom! - Umetnici svih vrsta i zanata dolaze na iskreno poklonjenje. No, tamo ne  zatičete  nikakvu samodovoljnu, nadutu i pompeznu veličinu, nego baš naprotiv živahnog dečaka, sa kojim odmah prelazite na “Ti” i koji vam sve vreme priča čudesne priče sa same granice života i poetske fantazije što biste ih mogli satima slušati širom otvorenih očiju i usta.

## Nagrade
Miloš je dobitnik najuglednijih književnih nagrada, uključujući i 
- nagradu „Vasko Popa“ za sveukupno pesničko delo,
- nagrade „Milan Rakić“ i
- „Miloš Crnjanski“ i
- „Pečat varoši sremskokarlovačke“ (1983).

Nagrada „Vasko Popa“ 2002. godine dodeljena je za zbirku pesama „Svejedno“ („Rad“, 2001) za koju se kaže da „potvrđuje negovanu poetiku koju pesnik razvija u osam objavljenih knjiga u vremenskom rasponu od dvadeset godina“. Neki od razloga zašto je zbirka „Svejedno“ osvojila ovu nagradu tiče se i toga što „Komadina podjednako komunicira sa pesmom i čitaocem, negujući asocijaciju i slikovnost i što njegov stih ima svoju meru, izoštren je, ironičan i precizan“.

## Bibliografija
Objavio je sledeće knjige poezije:
- „Obično jutro“, 1978. (Nolit)
- „Rečnik melanholije“, 1980. (Nolit)
- „Figure u igri“, 1983. (Nolit)
- „Etika trave“, 1984. (Prosveta)
- „Južni krst“, 1987. (Nolit)
- „Nešto s anđelima“, 1991. (Nolit)
- „Dan“, 1994. (BIGZ)
- „Čudo“, 1998. (Narodna knjiga)
- „Ono“, 2003. (Nezavisna izdanja, Masic)

Za knjigu „Ono“ kaže se,da se prvi put pojavilo izvan imaginacije jednog pesnika. Slobodan Mašić i Draško Miletić su 28. marta 2003. godine pokrenuli ediciju „Ogledalo“. Pre pomenutog datuma, „Ono“ je bilo verni saputnik Milošu Komadini u njegovim poetskim dogodovštinama i kao takvo ostalo je zabeleženo u istoimenoj zbirci. Poezija Miloša Komadine predstavlja jasno otamnjenje iz mraka već viđenog. Ona (poezija) kroz „Ono“ jasno pokazuje kako prevazići našu otuđenost od celog sveta, makar naš svet bio dnevna soba ili džungla Južne Amerike.
Miloš je takođe objavio i knjigu proznih tekstova i pesama „Vode i vetrovi“ 1994. godine (Zajednica književnika Pančeva) i knjigu priča „Insitut za rak“ 2003. godine (Stubovi kulture) za koju je inače i dobio nagradu „Miloš Crnjanski“.
Zbirku pesama „Svilom šivena juta“ su na osnovu pesnikove zaostavštine priredili Gordana Ćirjanić i Milutin Petrović 2005. godine. Kaže se da su imali uspeha u sklapanju knjige: zbirka se drži kao celina i liči na Komadinu.

## Spoljašnje veze
- Prekidač egzistencije, Дневник online, 9. јул 2003.